# 尖萼梣
尖萼梣（学名：Fraxinus odontocalyx）是木犀科梣属的植物，是中国的特有植物。分布在中国大陆的湖北、浙江、陕西、广西、广东、福建、安徽、四川、贵州等地，生长于海拔800米至2,400米的地区，见于山地旷野及路旁，目前尚未由人工引种栽培。

## 异名
- Fraxinus huangshanensis S. S. Sun
- Fraxinus nanchuanensis S. S. Sun et J. L. Wu